# The Irishman
The Irishman (títol en pantalla I Heard You Paint Houses) és una pel·lícula estatunidenca de 2019 dirigida i produïda per Martin Scorsese i escrita per Steven Zaillian, basada en el llibre de 2004 I Heard You Paint Houses de Charles Brandt. El film segueix a Frank "The Irishman" Sheeran (Robert De Niro), un camioner que es converteix en assassí a sou i que es relaciona amb mafiosos.
The Irishman es va preestrenar al Festival de Cinema de Nova York el 27 de setembre de 2019, i s'espera que estiga per temps limitat als cinemes a partir de l'1 de novembre de 2019, per a després estrenar-se a Netflix el 27 de novembre 2019. La pel·lícula va tindre una bona rebuda, amb els crítics destacant els aspectes tècnics, la direcció, el guió i les actuacions de De Niro, Pacino i Pesci.

## Repartiment
- Robert De Niro com a Frank "The Irishman" Sheeran
- Al Pacino com a Jimmy Hoffa
- Joe Pesci com a Russell Bufalino
- Bobby Cannavale com a Felix "Skinny Razor" DiTullio
- Harvey Keitel com a Angelo Bruno
- Stephen Graham com a Anthony Provenzano
- Kathrine Narducci com a Carrie Bufalino
- Domenick Lombardozzi com a Anthony Salerno
- Anna Paquin com a Peggy Sheeran
- Sebastian Maniscalco com a Joseph "Crazy Joe" Gallo
- Ray Romano com a Bill Bufalino
- Jeremy Luke com a Thomas Andretta
- Jesse Plemons com a Chuckie O'Brien
- Stephanie Kurtzuba com a Irene Sheeran
- Aleksa Palladino com a Mary Sheeran
- India Ennenga com a Dolores Sheeran
- J. C. MacKenzie com a Jimmy Neal
- Gary Basaraba com a Frank Fitzsimmons
- Jim Norton com a Don Rickles
- Larry Romano com a Phil Testa
- Jake Hoffman com a Allen Dorfman
- Patrick Gallo com a Anthony Giacalone
- Barry Primus com a Ewing King
- Jack Huston com a Robert F. Kennedy